# Tuluá
Tuluá is een stad en gemeente in het Colombiaanse departement Valle del Cauca. De gemeente telt 183.236 inwoners (2005).